# Peter II. (Aragón)
Peter der Katholische (katalanisch Pere el Catòlic, spanisch Pedro el Católico; * 1178; † 13. September 1213 vor Muret) war von 1196 bis 1213 als Peter II. ein König von Aragón und als Peter I. ein Graf von Barcelona, Girona, Osona, Besalú, Cerdanya und Roussillon aus dem Haus Barcelona.

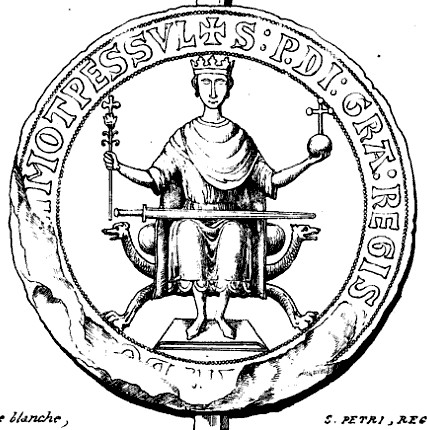
Siegel Peters II. von Aragón.

## König von Aragón

Die Besitzungen der Krone Aragón zur Mitte des 12. Jahrhunderts entsprachen in ihrer Ausdehnung in etwa der zur Regierungszeit König Peters II. des Katholischen.

### Die Krone Aragón
Peter II. war der älteste Sohn von König Alfons II. dem Keuschen und dessen Gemahlin Sancha von Kastilien. Er wurde wahrscheinlich um die Jahre 1176/1177 geboren, da er gemäß dem im April 1196 aufgesetzten Testament seines Vaters bis zu seinem zwanzigsten Lebensjahr unter der Vormundschaft seiner Mutter verbleiben sollte. Da die Mutter erstmals am 23. April 1197 urkundlich als Nonne von Santa María de Sigena genannt wird, dürfte Peter spätestens ab diesem Zeitpunkt sein Mündigkeitsalter erreicht und die Regierungsgeschäfte selbst übernommen haben.
Als ältester Sohn seines am 25. April 1196 verstorbenen Vaters beerbte Peter diesen in den wichtigsten Herrschaftsgebieten seines Hauses, dem Königreich Aragón und der katalanischen Grafschaft Barcelona, die beide seit der Ehe seiner Großeltern faktisch ein geschlossenes Herrschaftsgebilde darstellten. Darüber hinaus übernahm er auch die im heutigen Südfrankreich, dem damaligen Okzitanien (Languedoc), gelegene Grafschaft Gévaudan und Vizegrafschaft Millau, über die zwar die französische Krone die Oberlehnsherrschaft beanspruchte, diese aber faktisch seit Generationen nicht mehr wahrgenommen hatte. Weiterhin befand sich auch die zum heiligen römischen Reich gehörende Grafschaft Provence im Besitz des katalanischen Hauses, mit der allerdings Peters jüngerer Bruder Alfons ausgestattet wurde. Weiterhin hatte das Haus die Lehnsherrschaften über die Vizegrafschaften von Béziers und Carcassonne (Trencavel) und dem Pyrenäenhochland der Grafschaften Foix und Comminges ausgeübt. Durch seine Ehe hatte Peter weiterhin die Anwartschaft auf die große Herrschaft von Montpellier erworben.
Die Macht des Hauses Barcelona konzentrierte sich damit in zwei geographischen Herrschaftsräumen, mit dem Land zwischen dem iberischen Gebirge und den Pyrenäen einerseits und dem französischen Zentralmassiv und dem unteren Rhônetal andererseits. Zwischen beiden Räumen hatte sich die mächtige und faktisch unabhängige Grafschaft Toulouse gedrängt, die damit die Bildung eines von Barcelona aus beherrschten geographisch geschlossenen Herrschaftsgebiets im heutigen Südfrankreich verhinderte, das von modernen Historikern oft als „Midi-Königreich“ oder „Pyrenäenreich“ bezeichnet wird. Das Haus Toulouse war folglich in den vorangegangenen Generationen als Hauptrivale des Hauses Barcelona um die Vorherrschaft im Languedoc aufgetreten. Diese Konstellation sollte zu Lebzeiten Peters II. allerdings einen von außen angestoßenen grundlegenden Wandel erfahren.

### Erste Herrscherjahre

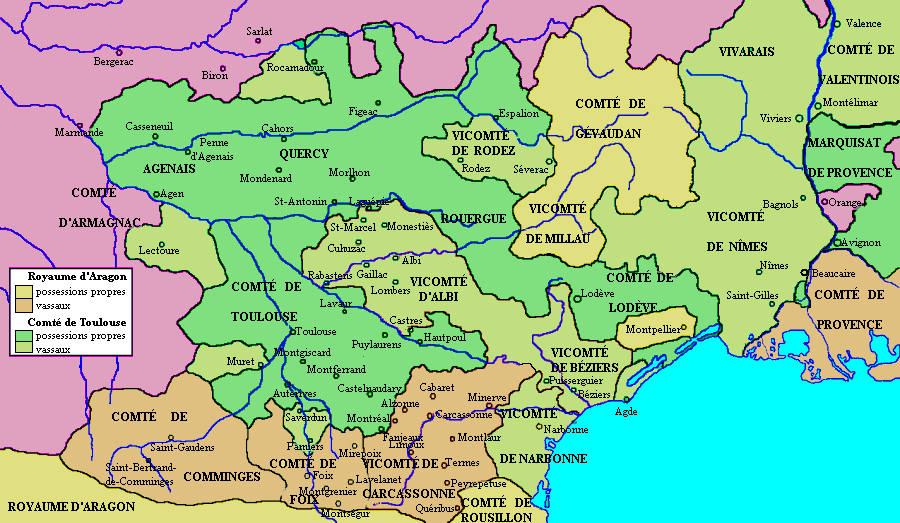
Besitzungen der Grafen von Toulouse (grün) und ihre Vasallen (hellgrün) im 12. Jahrhundert. Besitzungen der Krone von Aragón (gelb) und ihre Vasallen (braun).

Mit der Übernahme der Regierungsgeschäfte 1197 stürzte sich Peter II. sogleich in die Machtkämpfe der christlichen Könige Spaniens und führte als Verbündeter seines Vetters Alfons VIII. von Kastilien Krieg gegen die Könige Alfons IX. von León, der aufgrund seiner Ehe exkommuniziert war, und Sancho VII. von Navarra, die beide offen mit den muslimischen Almohaden paktierten. Die Kämpfe wurden solange geführt, bis ersterer politisch kaltgestellt und letzterer in die kastilisch-aragónesische Koalition gezwungen wurde, die ihre Priorität in der Fortführung der Reconquista gegen die Muslime sah. Der Friede zwischen Aragón und Navarra wurde allerdings erst 1209 besiegelt. Seit 1189 war Peter II. mit seiner Mutter in einen Konflikt über deren Wittum geraten, das mehrere Burgen entlang der Grenze zu Kastilien umfasste. Sie wurden einst von Alfons II. an seine Frau unter der Bedingung übertragen, sie an ihren Sohn bei Erreichen seiner Mündigkeit zu übertragen. Trotz dieser Regelung kam es zum Streit, indem sich Alfons VIII. von Kastilien zugunsten seiner Tante einmischte, über die er den kastilischen Einfluss in Aragón zu wahren suchte. Nachdem seine Mutter auch die Fürsprache des Papstes gewonnen hatte, beendete Peter den Streit 1201 mit einem Kompromiss mit ihr.
Um für den Kampf gegen die Almohaden im Süden der iberischen Halbinsel frei zu sein, war Peter auf geordnete Verhältnisse im Norden der Pyrenäen angewiesen, was vor allem einen Ausgleich mit dem alten tolosanischen Rivalen erforderte. Die Kompromissbereitschaft des friedlich gesinnten Grafen Raimund VI. kam ihm dabei entgegen, mit dem er sich unter Vermittlung des Erzbischofs Berengar von Narbonne, seinem Onkel, und dem Grafen Bernard IV. von Comminges im Februar 1198 in Perpignan zu einem vertraglichen Status quo ihrer Besitzverhältnisse im Languedoc einigen konnte. Mit einer 1204 ebenfalls in Perpignan begangenen Hochzeit zwischen Peters Schwester Eleonore und dem Grafen von Toulouse wurde der Frieden vertieft und noch im April desselben Jahres in Millau zu einer echten politischen Allianz erweitert, in der sich Peter mit seinem Bruder Alfons von der Provence und Raimund VI. von Toulouse zu einem Defensivbündnis verband, in dem sich die Vertragspartner zur gegenseitigen Waffenhilfe gegen jedweden Aggressor auch immer verpflichteten. Unmittelbar darauf stärkte Peter seine Position im Languedoc durch die am 15. Juni 1204 geschlossenen Ehe mit Maria von Montpellier, durch die er die Mitherrschaft in der großen Seigneurie von Montpellier übernehmen konnte. Zuvor war Maria in der Erbfolge durch Papst Innozenz III. begünstigt worden, der in der Dekretale Per Venerabilem ihre jüngeren Halbgeschwister für illegitim erklärt hatte.

### Verhältnis zu Papst Innozenz III.
Zeit seines Lebens war Peter II. ein devoter Sohn der römisch-katholischen Kirche, die er in seinem Königreich rechtlich privilegierte und materiell reich beschenkte. Diese Hinwendung sollte allerdings nicht über ihre rein machtpolitische Natur hinwegtäuschen, denn privat pflegte er alles andere als einen frommen Lebensstil. Pracht liebend und freigebig ging er einem, mit den christlichen Moralvorstellungen seiner Zeit nonkonform laufenden, libertären Lebenswandel nach, stark geprägt von einem ritterlichen Ethos und der höfischen Kultur, die er als Patron der Trobadore förderte. Ungeachtet seiner Ehe war Peter für seine zahllosen amourösen Affären bekannt, aus denen mindestens zwei uneheliche Kinder hervorgegangen waren. Und doch erkannte der im Jahr 1198 gewählte Papst Innozenz III. in ihm einen seiner wichtigsten politischen Verbündeten, was sich aus Peters Haltung gegenüber der besonders im Languedoc weit verbreiteten Glaubensgemeinschaft der Katharer erschließt, die von Seiten der römischen Kirche als Existenz bedrohende Häresie verurteilt wurde. Im Königreich Aragón war der Katharismus lediglich in der Peripherie vertreten, vor allem in den Tälern der Pyrenäen und in der Grafschaft Urgell, ansonsten war er südlich des Gebirges kaum präsent. Nichtsdestotrotz hatte Peter in einem schon im Februar 1198 erlassenen Edikt die restriktivste Gesetzgebung bezüglich zur Verfolgung der Häresie in ganz Europa aufgestellt, in der neben der üblichen Besitzkonfiszierung auch die Verbrennung verurteilter Häretiker als reguläre Strafe aufgenommen wurde. Damit hatte Peter geradezu ein Empfehlungsschreiben für die Interessenpolitik Innozenz’ III. verfasst, zu dessen obersten Prioritäten die Vernichtung der Häresie gehörte. Dass sein Auftreten gegen die Häresie indes von zwiespältiger Natur war, verdeutlicht allein schon die Tatsache, dass es in seiner gesamten Herrscherzeit zu keinen aktenkundig gewordenen Exekutionen an überführten Häretikern gekommen war. Auch hatte er anlässlich seines Aufenthalts im Languedoc 1204 Waldenser und Katharer zu einem Streitgespräch mit Katholiken in Carcassonne eingeladen, dass zwar nach einem dreitägigen Disput mit der Verurteilung der Häretiker endete, diese aber trotz des Edikts von 1198 keinerlei Konsequenzen zu fürchten hatten. Dennoch wurde Peter von Seiten der Kirche als einer ihrer treusten Söhne betrachtet, wobei es zur tragischen Ironie der Geschichte gereichen sollte, dass er sein Königreich zuerst der römischen Kirche als Geschenk darbringen und als ihr Streiter zu höchstem katholischen Ansehen gelangen wird, nur um sich am Ende doch gegen die Kreuzritter ebendieser Kirche zu wenden, um gegen diese kämpfend zu sterben.

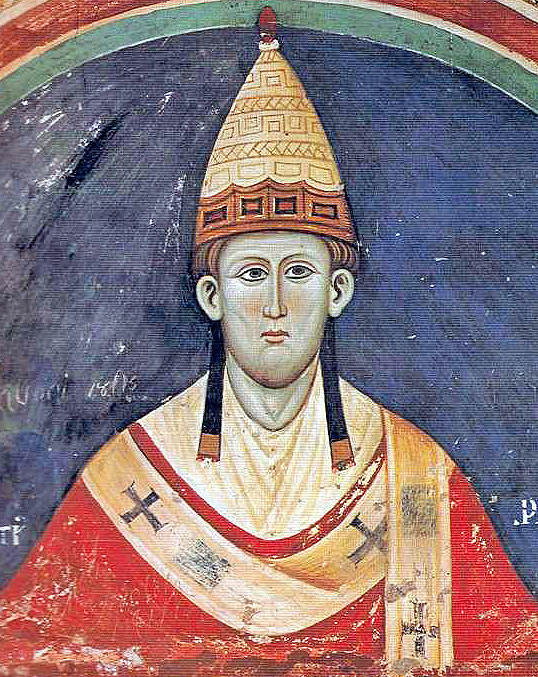
Papst Innozenz III. (Fresko im Kloster San Benedetto in Subiaco, Latium, um 1219).

Nachdem der Familienzwist im Hause Aragón beigelegt war, hatte sich Innozenz III. darum bemüht, Peter II. als Beschützer seines Mündels, König Friedrich von Sizilien, zu gewinnen, der damals als Vollwaise zum Spielball diverser um die Macht streitenden Fraktionen geworden war, die das sizilianische Königreich in den Zustand der Anarchie versetzt hatten. Damit hatte der Papst einen Wunsch der 1198 verstorbenen Kaiserin Konstanze aufgegriffen. Im Sommer 1202 hatte Peter dem Papst seine Bereitschaft dazu signalisiert und dazu die Verheiratung seiner Schwester Sancha mit dem jungen Stauferkönig angeboten, wofür er die Entsendung 200 aragónesischer Ritter nach Sizilien in Aussicht stellte, die dort die königliche Autorität wiederherstellen sollten. Wenngleich dieses Eheprojekt aufgrund widriger Umstände nicht zustande gekommen war, konnte der Papst bereits im Oktober 1204 eine andere Schwester Peters, die ungarische Königin Konstanze, als vorgesehene Braut seines Mündels präsentieren und das obwohl deren erster Ehemann, König Emmerich noch gar nicht gestorben war.
Anlässlich des Defensivpakts von Millau im April 1204 hatte sich Peter vom Grafen von Toulouse 120.000 Sous in Melgorien geliehen und diesem dafür bereitwillig die Einkünfte der Grafschaften Millau und Gévaudan überlassen. Das Geld hatte er zur Finanzierung seiner aufwendig geplanten Krönungszeremonie in Rom durch den Papst benötigt, die er noch im selben Jahr begehen wollte. In Begleitung der ranghöchsten Prälaten und Adligen seines Königreichs war er am 9. November 1204 mit fünf Galeeren an der Tibermündung bei Ostia an Land gegangen um am 11. November, zum Fest des heiligen Martin von Tours, in San Pancrazio feierlich von Papst Innozenz III. gesalbt und gekrönt zu werden. Dazu hatte Peter gegenüber dem Papst als dem Oberhaupt der heiligen Kirche einen Lehnseid abgelegt, die er damit als weltliche Lehnsherrin seines Königreichs anerkannte, sich ihr zum Gehorsam, zur Verteidigung ihres Besitzes und zur Bekämpfung der Häresie verpflichtet. Weiterhin hatte er sich zur Zahlung eines jährlichen Tributs von 250 mazmudins an Rom verpflichtet. Anschließend war er in Sankt Peter eingezogen, um dort seine Krone und sein Zepter auf das Grab seines Namenspatrons und Apostelfürsten niederzulegen, diesem damit sein Königreich als Geschenk darbietend. Die genauen Beweggründe Peters, sich in die freiwillige Vasallität zur römisch-katholischen Kirche zu begeben, bleiben im Unklaren, allerdings stellte dieser Akt einen Höhepunkt in der bereits traditionsreichen Beziehung des aragónesischen Königreichs zur heiligen Kirche dar. Bereits sein Vorfahre, König Sancho Ramirez (1063–1094), war im Jahr 1068 persönlich nach Rom gereist, um dort dem Papst den Lehnseid abzulegen, allerdings hatte dieser Akt zu keinen weitreichenden politischen Konsequenzen geführt, außer der Öffnung Aragóns als erstes spanisches Königreich für die Römische Liturgie. Ein wesentliches Motiv für diese enge Anlehnung an den Heiligen Stuhl dürfte das Bedürfnis der Könige, deren Position gegenüber dem eigenen Adel eher der eines primus inter pares entsprach, nach einer allgemeinen Steigerung ihres Prestiges mit der Erlangung des Gottesgnadentums nach fränkischem Vorbild gewesen sein. Auch im Verhältnis gegenüber den spanischen Herrscherkollegen, besonders den Königen von Kastilien, wird Peter II. damit eine Demonstration der politischen Souveränität seines Hauses beabsichtigt haben, bedenkt man nur, dass wenige Generationen vor ihm die kastilischen Könige ein Kaisertum über ganz Spanien beansprucht hatten.
Im Gegensatz zu 1068 hatte sich Peters Lehnsnahme nicht auf eine bloße symbolische Geste beschränkt, sondern war mit konkreten politischen Folgen für die weitere Geschichte Aragóns verbunden, was sich letztlich in seinem Krönungsakt äußerte. Er war überhaupt der erste aragónesische König der gekrönt wurde; diese Art der Herrscherinitiation war bei spanischen Königen bis dahin unüblich. Indem er sich zum Vasallen der heiligen Kirche gemacht hatte, hatte er dem Papst eine Weisungsbefugnis in Fragen des weltlichen Feudalrechts über sich und sein Königreich eingeräumt, was sich besonders im 13. Jahrhundert für Aragón nachhaltig auswirkte und deren Konsequenzen bereits für die Biographie Peters II. folgenreich wurden. Er selbst hatte in erster Linie auf eine politische und finanzielle Unterstützung seitens des Papstes für den von ihm geplanten Kreuzzug gegen die Almohaden gesetzt, der mit der Eroberung der Balearen gekrönt werden sollte.

### Eheprobleme
Nach seiner Rückkehr im März 1205 war Peter die Planung zu einem Feldzug gegen die Almohaden angegangen, doch innenpolitische und innerdynastische Konflikte hielten ihn davon ab. Sein Bruder Ferdinand, der seit diesem Jahr als Abt der Mönchsfestung Montearagón amtierte, war mit dem Bischof von Huesca, García de Gúdal, in einen Konflikt über die Besitzrechte auf Almudévar geraten, der in einer gewaltsamen Eskalation gipfelte. Der Konflikt konnte erst im Mai 1206 nach einer Intervention Peters beigelegt werden.
Etwa zeitgleich war es im königlichen Haus zum Streit gekommen, nachdem im September 1205 die Infanta Sancha geboren wurde, die Peter sogleich mit dem Sohn des Grafen von Toulouse verlobte. Dabei sollte ihr das mütterliche Erbe, die Herrschaft Montpellier, als Mitgift in die Ehe gegeben werden, wogegen sich wiederum Königin Maria mit Unterstützung ihrer Vasallen zur Wehr setzte. In einem im Oktober 1205 schriftlich niedergelegten und öffentlich Manifest hatte sie ihren Widerstand gegen ihre faktische Enteignung durch ihren Mann erklärt. Immerhin hatte sich Peter erst wenige Monate zuvor gegenüber den Stadtoberen von Montpellier zur Unveräußerlichkeit von Marias Erbe verpflichtet. Er aber habe Maria nun regelrecht bedroht und „gekreuzigt“ (cruciata), um ihre Zustimmung zum Ausverkauf ihrer Rechte zu erwirken. Der frühe Tod der Infanta hatte dem Streit kein Ende gesetzt, denn nun strebte Peter die Annullierung seiner Ehe an. In einem Brief an den Papst vom Juni 1206 gab er zu bedenken, dass die vorangegangene Ehe seiner Frau mit Bernard IV. von Comminges nicht dem kanonischen Recht gemäß aufgelöst worden war und dass seine eigene Ehe mit ihr folglich niemals rechtsgültig gewesen sein könne. Diesen Brief hatte er in Montpellier verfasst und ausgerechnet auch hier unter den Augen seiner Frau hatte er noch im Sommer 1206 eine diplomatische Delegation der jungen Königin Maria von Jerusalem empfangen, die auf der Suche nach einem geeigneten Ehemann war, wofür sich Peter sogleich erbot. Diese demütigende Brüskierung seiner Frau wie auch Peters Weigerung, die in den letzten Jahren verwendeten Steuerabgaben nach einer erfolgten Scheidung an die Stadt zurückzuzahlen, provozierte einen Aufstand der Bürger von Montpellier, die den Palast stürmten und Peter zur Fluch in die Burg Lattes zwang, die allerdings auch nicht dem Ansturm der aufgebrachten Menge standhalten konnte. Erst die Intervention des Bischofs von Maguelone konnte die Lage beruhigen und in einem abschließenden Vertrag mit den Stadtführern versprach Peter die Zurückerstattung der betreffenden Summen binnen zweier Jahre. Als Resultat des Konflikts aber hatte sich die Position seiner Frau in Montpellier erheblich gestärkt, besonders nachdem diese verfügt hatte, die beim Aufstand zerstörten Mauern und Türme als äußerliche Zeichen feudalherrschaftlicher Macht nicht wieder zu errichten, womit sie die Sympathien der Bürger für sich gewann. Peter selbst wurde seither von den Montpelliérains als der ungeliebte Ehemann ihrer Herrin behandelt.
Von da an lebte Peter von seiner Frau faktisch getrennt, auch wenn die Ehe auf dem Papier bestehen blieb, deren rechtsgültige Auflösung ihn bis zum Lebensende weiter beschäftigte und letzten Endes verwehrt blieb. Zur Vervollständigung der grotesk anmutenden ehelichen Situation zwischen Peter und Maria wurde am 1. Februar 1208 in Montpellier der Infant Jakob geboren. Diversen Erzählungen nach soll sich Maria eines Nachts verkleidet als eine der Mätressen ihres Mannes ausgegeben und so die Zeugung ihres Sohnes bewerkstelligt haben. Jakob selbst schrieb später in seinem Tatenbericht (Llibre dels fets), dass sein Vater eines Tages von einem seiner Ritter zu einem Besuch bei Maria überredet wurde, als diese gerade in der nah gelegenen Burg Mireval residierte, worauf es zu der letzten folgenschweren Liebesnacht gekommen sei.
Während der Trennungsaffäre mit seiner Frau hatte Peter die Gelegenheit zu Vollendung einer anderen Ehe genutzt. Im Spätjahr 1206 hatte er einen Brief Papst Innozenz’ III. erhalten, der darin verkündete, dass der junge Friedrich von Sizilien sich nicht mehr in der Hand der Papstfeinde befände und nun frei für die bereits früher vereinbarte aragónesische Ehe sei. 1208 traf der Bischof von Mazara in Aragón ein, der dort im Oktober des Jahres den sizilianischen König in der als Stellvertreterhochzeit durchgeführten Trauung mit Konstanze vertrat.

## Zwischen Kreuzrittern und Muslimen

### Kreuzzug gegen die Albigenser
Am 9. Oktober 1208 hatte Papst Innozenz III. zum Kreuzzug gegen die Häresie im „Albigenserland“ aufgerufen, nachdem dort unter unklaren Umständen ein päpstlicher Legat einem Mordanschlag zum Opfer gefallen war. In Hinblick auf sein eigenes Kreuzzugsvorhaben gegen die Almohaden war an Peter II. kein direkter Kreuzzugsaufruf ergangen, obgleich das „Albigenserland“ auch einige seiner Domänen und lehnsabhängige Gebiete umfasste. Der Albigenserkreuzzug musste zwangsläufig die Interessensphären der Krone Aragóns berühren und Peter II. damit zu einem wichtigen Protagonisten werden lassen. Nachdem das Kreuzzugsheer im Frühjahr 1209 der Rhone entlang in den Süden gezogen war, hatte es zunächst auch in der katholischen Hochburg Montpellier mit der Empfehlung des Papstes einen Zwischenhalt eingelegt, bevor es sich dann zuerst gegen den aragónesischen Vasall Raimund Roger Trencavel wendete und am 22. Juli 1209 dessen Stadt Béziers in einem Massaker erobert. Anschließend war das Heer nach Carcassonne weiter gezogen und hatte dort im August 1209 Trencavel eingeschlossen. Peter hatte gegen diesen Angriff auf einen seiner schutzbefohlenen Vasallen kaum etwas unternehmen können, da ein aktives Vorgehen gegen den Kreuzzug ihn vom Standpunkt des Papstes, der seit 1204 auch sein weltlicher Lehnsherr war, ins Unrecht gesetzt und ihn in den Verdacht der Ketzerunterstützung gestellt hätte. Auch dürfte er dazu kaum über die notwendigen militärischen Mittel verfügt haben, da die Ritterschaft seines Landes sich in den Vorbereitungen zum Krieg gegen die Almohaden befand, für den er unter anderem bereits 1201 zu Ehren des heiligen Georg den Orden von San Jorge in Alfama gegründet hatte. Dennoch war Peter im August 1209 mit kleinem Gefolge zunächst nach Carcassonne gezogen, um dort vermittelnd einzugreifen. Nachdem aber Trencavel die Forderung der Kreuzzugsführer auf bedingungslose Kapitulation der Stadt mit einem freien Geleit für sich und sein Gefolge als Gegenleistung abgelehnt hatte, war Peter wieder abgezogen. Am 15. August war Trencavel bei einer persönlichen Unterredung im Feldlager gefangen genommen wurden, worauf sich Carcassonne ergab.
Der geistige Kreuzzugsführer, Legat Arnaud Amaury, hatte unmittelbar darauf den nordfranzösischen Burgherrn Simon de Montfort zum neuen Vizegraf von Béziers-Carcassonne erhoben und zum militärischen Anführer des Kreuzzugs bestimmt. Grundlage für diese Handlung war eine vom Papst ausgegebene Order, dem nach aller Besitz von Ketzern und ihrer Beschützer zu konfiszieren und für die Kreuzritter als Beute auszusetzen sei. Damit aber hatte sich Montfort zum Herrn eines Lehns der Krone Aragóns gemacht, als der er sich nun von Peter II. die Anerkennung als dessen Vasall erhoffte. Dazu hatte Montfort das schriftliche Einvernehmen des Papstes ersucht, auch im Wissen, dass dieser wiederum der Lehnsherr des Königs war, der ihm im Zweifelsfall die gewünschte Anerkennung befehlen konnte. Tatsächlich hatte der Papst in mehreren Schreiben vom 11. und 12. November 1209 an die Höfe Westeuropas die Inbesitznahme des Trencavel-Landes durch Montfort gebilligt, nur waren die Schreiben für das Albigenserland noch auf ihrem Weg, als sich Peter und Montfort im gleichen Monat in Montpellier zu einer persönlichen Unterredung trafen. In allen Belangen des weltlichen Feudalrechts war Peter bis dahin übergangen worden. Seine Vasallen waren ohne seine Zustimmung entweder abgesetzt oder angegriffen worden, selbst wenn sie wie im Falle des Grafen von Foix im Schutz des Heiligen Stuhls standen. Folglich verweigerte er Montfort einstweilen die erhoffte Anerkennung als sein Vasall. Zugleich aber dachte er auch nicht daran, die Waffen gegen den Kreuzzug zu erheben und lehnte dafür im Frühjahr 1210 in Montréal ein Hilfsgesuch der Faydits Pierre Roger de Cabaret, Aimery de Montréal und Raymond de Termes ab.
Bis zum Frühjahr 1211 hatte sich die Lage im Languedoc insofern geändert, als dort Simon de Montfort nahezu alle Widerstandsnester in den ehemaligen Trencavel-Ländereien beseitigt und damit eine wesentlich komfortablere politische Position erlangt hatte. Eingedenk der Haltung des Papstes wurde für Peter ein persönlicher Ausgleich mit Montfort auch im Hinblick auf die Lage im Süden der iberischen Halbinsel unumgänglich. Die Initiative war von Legat Arnaud Amaury ausgegangen, der auch auf Druck des Papstes im Januar 1211 alle Konfliktparteien des Albigenserlandes zu einem Konzil in Narbonne lud. Hier nahm Peter schließlich den Lehnseid Simons de Montfort als Vizegraf von Béziers-Carcassonne entgegen und erkannte diesen damit nach allen Regeln des Feudalrechts als seinen Vasall an. Im Gegenzug hatte sich Montfort zur Unantastbarkeit der Domänen von Foix verpflichtet, die ein Protektorat Aragóns waren. Nur wenige Tage später konnte die persönliche Beziehung zwischen König und Kreuzzugsführer in Montpellier, wohin sich das Konzil vertagt hatte, durch ein Eheprojekt vertieft werden, indem der Infant Jakob mit Amicia de Montfort verlobt und dazu in die familia der Braut überantwortet wurde. Sehr zum Verdruss seiner Frau und der Montpelliérains hatte Peter dazu die Vormundschaftsregierung für Montpellier an Montfort übertragen, der sie bis zum achtzehnten Geburtstag Jakobs wahrnehmen sollte. Die Kreuzzugsführer hatten indes auf dem Konzil von Narbonne-Montpellier ein doppeltes Spiel getrieben. Denn mit der Aussöhnung zwischen Montfort und Peter II. hatten sie die politische Isolierung Graf Raimunds VI. von Toulouse betrieben, den sie von Anfang an als das eigentliche Hauptziel des Kreuzzugs betrachteten. Nachdem dieser ihren überzogenen Forderungen nicht nachgekommen war, konnten sie ihn erneut exkommunizieren und die Ausweitung des Kreuzzugs auf seine Domänen empfehlen. Aus den gleichen Gründen wie im Falle Trencavels konnte Peter dagegen nichts unternehmen; die päpstliche Sanktionierung der Konzilsbeschlüsse hatte die Fortsetzung des Kreuzzugs gegen Toulouse erlaubt und damit zugleich den Beistandspakt von 1204 neutralisiert. Und da Toulouse kein Vasall Aragóns gewesen war besaß Peter keine feudalrechtliche Handhabe für eine Intervention.

### Kreuzzug gegen die Almohaden
Zu dieser Zeit hatte sich Peter allerdings mit ganz anderen Angelegenheiten als die Vorgänge im Languedoc auseinanderzusetzen, so dass er auch ein Hilfsgesuch der Stadt Toulouse („Wenn das Haus deines Nachbarn brennt, geht es auch dich etwas an …“) ignorierte, die im Juni 1211 erstmals belagert wurde. Die Almohaden unter ihrem König Muhammad an-Nasir (Miramamolín) waren in die Offensive gegangen, um dem Heerzug der christlichen Könige präventiv zuvorzukommen. Sie hatten die Burg Salvatierra (Provinz Ciudad Real) nach einer monatelangen Belagerung im September 1211 erobern können, wogegen die christlichen Könige wenig ausrichten konnten, auch wegen der Uneinigkeit untereinander. Fünfzig französische Kreuzritter unter der Führung von Guy de Lucy hatten sich noch während der Belagerung vom Lager Peters abgesetzt und waren wieder in das Languedoc zurückgezogen. Diese Ritter hatte Simon de Montfort in Erfüllung seiner Lehnspflichten an den König abstellen müssen, sie aber umgehend wieder aus Spanien zurückbefohlen, als er gegen den Grafen von Toulouse in Bedrängnis geraten war. Peter hatte dies als Eidbruch und Hochverrat wahrgenommen, der nach dem Fall von Salvatierra nur umso schwerer wog. Er gedachte sich zu einem späteren Zeitpunkt sich seines wortbrüchigen Vasallen anzunehmen.
Nach dem Fall von Salvatierra hatte König Alfons VIII. von Kastilien die spanischen Herrscher zum gemeinsamen Kriegszug gegen die Muslime aufgerufen, der vom Heiligen Stuhl mit allen Ablässen eines Kreuzzugs ausgestattet wurde. Neben Sancho VII. von Navarra war auch Peter II. diesem Aufruf gefolgt und führte im Frühjahr 1212 seine Ritterschaft nach Toledo zur Vereinigung mit den Heeren seiner Verbündeten. Sogar aus Frankreich fand sich eine große Anzahl von Rittern und Infanterietruppen ein, angeführt vom Erzbischof von Narbonne, dem Erzbischof von Bordeaux und dem Bischof von Nantes. Allein König Alfons IX. von León blieb der Koalition nach seiner langjährigen Auseinandersetzung mit Kastilien fern. Im Juni 1212 nahmen die Spanier den Marsch gegen die Almohaden auf und eroberten am 24. Juni Malagón und am 1. Juli Calatrava La Vieja zurück, den Ursprungssitz des Ordens von Calatrava, der 1195 von den Mauren erobert worden war. Die Prälaten von Bordeaux und Nantes hatten darauf ihre weitere Teilnahme am Feldzug aufgekündigt und waren mit dem Gros der französischen Truppen in ihre Heimat abgezogen, nachdem sie Anstoß an dem freien Abzug der maurischen Besatzung genommen hatten, die ihnen die christlichen Könige gewährt hatten. Peter konnte einzig den Erzbischof von Narbonne, Arnaud Amaury, der noch im selben Jahr seinen Onkel Berengar aus diesem Amt verdrängt hatte, mit etwa 150 Rittern zum Bleiben bewegen. Darauf eroberten die Christen die Burg Salvatierra zurück und siegten anschließend am 16. Juli in der Schlacht auf der „Ebene von Tolosa“ (Las Navas de Tolosa) über das Heer des Almohadenkönigs, der darauf die Flucht nach Marrakesch aufnahm. Zum Abschluss des Feldzugs eroberten die Christen die Städte Baeza und Úbeda, die sie dem Erdboden gleichmachten, und sicherten sich somit ein Einfallstor nach Andalusien hinein. Der Sieg bei Las Navas de Tolosa markiert einen bedeutenden Meilenstein in der Geschichte der spanischen Reconquista und wurde zum Wendepunkt im Kräfteverhältnis zwischen Christen und Muslime, indem die Offensivkraft der letzteren 500 Jahre nach der Invasion des Tariq ibn Ziyad endgültig gebrochen werden konnte.

### Bruch mit Simon de Montfort
Von der muslimischen Bedrohung im Süden befreit konnte sich Peter nun den Angelegenheiten im Norden zuwenden, wo ihm nun an eine Eindämmung der Machtexpansion Simons de Montfort gelegen war. Der hatte bis zum Jahresende 1212 nahezu das gesamte Languedoc mit Ausnahme der Stadt Toulouse erobert und außerdem auf die aragónesischen Protektorate Foix und Comminges ausgegriffen, sehr zum Missfallen Papst Innozenz’ III., der sich statt einer Konfrontation eine Versöhnung zwischen Peter und Simon wünschte, damit beide vereint ihre Kräfte gegen die Mauren in Spanien richten könnten. Doch im September 1212 war Peter in Saragossa mit Raimund VI. ein gegen Montfort gerichtetes politisches Bündnis eingegangen, für das sie mittels eines ausgearbeiteten Friedensplans auch den Papst gewinnen wollten. Der Plan sah vor, dass die Macht Montforts auf die Vizegrafschaft Béziers-Carcassonne, das ihm bereits 1211 zugestanden wurde, beschränkt werde. Weiterhin erklärte sich Raimund VI. zur Abdankung in der Grafschaft Toulouse zugunsten seines Sohnes Raimund VII. bereit, für den wiederum Peter die Vormundschaftsregierung bis zum Erreichen der Mündigkeit erledigen sollte. Vor allem aber sollte dazu die Grafschaft Toulouse nach vollbrachter Aufkündigung ihrer Vasallität zu Frankreich ein Lehen der Krone Aragóns werden, womit Peter dem Ziel zur Verwirklichung eines Pyrenäenreichs sehr nahegekommen wäre. Der Friedensplan fand tatsächlich die Zustimmung des Papstes, der am 15. Januar 1213 die Aussetzung des Albigenserkreuzzugs und die Einberufung eines Konzils aller Beteiligter zur Ausarbeitung der Friedensmodalitäten anordnete.
Noch bevor der Brief des Papstes das Languedoc hätte erreichen können, waren die Kontrahenten bei Lavaur, wahrscheinlich in Verfeil (Haute-Garonne), zum Friedensgespräch zusammengetroffen, auf dem Peter seinen Friedensplan in einem Memorandum am 16. Januar 1213 vortrug. Ohne über die Haltung des Papstes dazu in Kenntnis zu sein, hatte der okzitanische Klerus den aragónesischen Friedensplan schon am 18. Januar auf ganzer Linie und im Sinne Montforts abgelehnt. In einem drei Tage darauf verfassten Schreiben an den Papst, dessen Brief wohl inzwischen eingetroffen sein musste, legten die Kleriker die Beweggründe ihrer Entscheidung dar und empfahlen die Wiederaufnahme des Kreuzzugs bis zur Vernichtung des Grafen von Toulouse. Diese Entscheidung wurde unter anderem auch von Arnaud Amaury mitgetragen, Peters Kampfgefährten von Las Navas de Tolosa. Am 21. Mai hatte der Papst dem Druck seiner Prälaten schließlich nachgegeben, die Aussetzung des Kreuzzugs aufgehoben und damit seine eigene Position vom 15. Januar revidiert. Ungeachtet dessen hatte Peter trotz der Androhung der Exkommunikation seitens Arnaud Amaurys den im Friedensplan vorgesehenen Lehnseid des Grafen von Toulouse und dessen Sohnes sowie der Grafen von Foix, Comminges und Béarn bereits am 27. Januar entgegengenommen und sich damit dem Streben Montforts zur Übernahme von Toulouse entgegengestellt. Als Antwort darauf hatte dieser seinen im Frühjahr 1211 abgelegten Lehnseid aufgekündigt, sich damit bewusst zu einem abtrünnigen Vasall erklärt und damit einen Waffengang mit Peter unausweichlich gemacht. Unter Zurücklassung eines katalanischen Ritterkontingents unter seinem Seneschall und Schwiegersohn Guillem Ramon III. de Montcada in Toulouse war Peter nach Aragón zurückgekehrt, um dort den Heerbann seines Königreichs zum Kampf gegen die Kreuzritter einzuberufen.
Der Bruch mit Montfort hatte den Ehezwist Peters mit Maria noch einmal aufgebrochen, da ihm an einer Verheiratung ihres Sohnes mit einer Montfort nun nicht mehr gelegen war, was schließlich einen Verlust Montpelliers zur Folge gehabt hätte. Weil sich der Infant Jakob allerdings in der montfort’schen Entourage befand und Peter folglich keinen direkten Einfluss mehr auf dessen Verheiratung nehmen konnte, gedachte er nun Maria aus ihrer Herrschaft in Montpellier zugunsten deren Halbbruders zu verdrängen, der ein Feind Montforts war und für Peter folglich als ein besserer Vasall erscheinen musste. Dagegen setzte sich Maria einmal mehr zur Wehr und erhielt schließlich die Bestätigung der Rechtsgültigkeit ihrer Ehe seitens des Papstes in einem Schreiben vom 19. Januar 1213. Weil sich Bernard IV. von Comminges bereits im Stand der Ehe mit einer anderen Frau befunden habe, hätte dessen Ehe mit Maria niemals rechtsgültig sein können und folglich auch nicht als Argument gegen ihre Ehe mit Peter dienen dürfen, die im Umkehrschluss dem kanonischen Recht gemäß rechtsgültig war. Noch im Frühjahr 1213 war Maria persönlich nach Rom gereist, um dort ihren Triumph zu vervollständigen, als der Papst ein weiteres Mal die zweite Ehe ihres Vaters und damit ihren Halbbruder für illegitim erklärte und sie damit als rechtmäßige Besitzerin von Montpellier bestätigte. Maria hatte ihren Sieg um ihre Ehe und ihr Erbe allerdings nur kurz auskosten können, da sie bereits Ende April 1213 in Rom verstarb.

### Tod vor Muret
Anfang August 1213 hatte Simon de Montfort noch einmal einen diplomatischen Vorstoß gewagt und Peter an das päpstliche Schreiben vom 21. Mai und damit an sein Zuwiderhandeln gegen den päpstlichen Willen erinnert. Darauf antwortete Peter am 16. August unter Berufung auf das päpstliche Schreiben vom 15. Januar, dass er „immer den Befehlen des Pontifex Maximus Folge leiste.“ Wohl am 28. August hatte er mit seinem katalanischen Heer die Pyrenäen überquert und am 8. September vor der Stadt Muret, die von einer Kreuzritterbesatzung gehalten wurde, sein Lager aufgeschlagen, wo sich ihm am 10. September seine okzitanischen Verbündeten mit ihren Aufgeboten anschlossen. Am 11. September war Simon de Montfort von Fanjeaux aus kommend mit seinen Truppen durch ein freies Tor in Muret eingezogen. Und als er dort am Morgen des folgenden Tages bei der Morgenmesse die Hostie entgegengenommen hatte, soll zur gleichen Zeit im Feldlager vor der Stadt Peter nach einer ausschweifenden Liebesnacht mit einer Mätresse so schwach auf den Beinen gestanden haben, dass er sich beim Verlesen des Evangeliums hinsetzen musste. Mit einem darauf erfolgten Angriff der tolosanischen Stadtmiliz auf die Mauern von Muret wurde die Schlacht begonnen. Indem Montfort seine Truppen über einen Seitenarm der Garonne, die Louge, auf die von den Okzitaniern gehaltenen Ebene vor der Stadt führte, womit er ihnen die Herausforderung zum Kampf signalisierte.

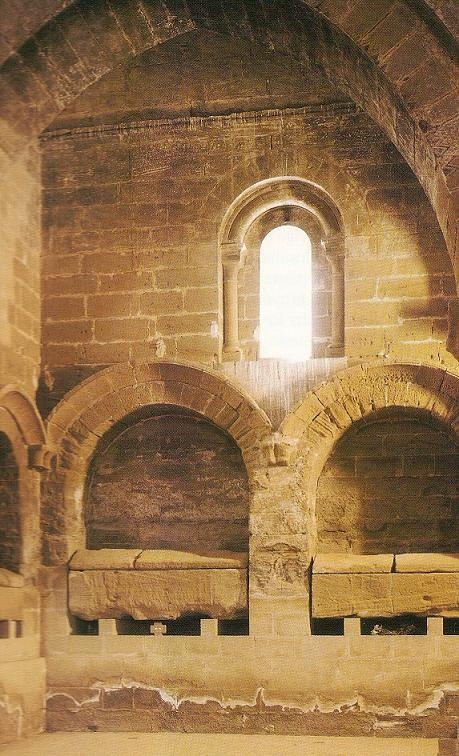
Die Särge von Peter II. von Aragón und seiner Mutter Sancha von Kastilien in der Abtei Santa María von Sigena.

Das katalanisch-okzitanische Heer war mit etwa 20.000 Mann den Kreuzrittern in einem Verhältnis von etwa zehn zu eins deutlich überlegen, woraus sich vor allem bei den Katalanen die Annahme der Herausforderung zum ritterlichen Kampf auf offenem Feld genierte. Den Einwurf des Grafen von Toulouse auf ein defensives Vorgehen in der Schlacht verwarfen sie als einen Akt der Feigheit, der sich für Ritter nicht gezieme. Damit aber waren sie zu einer folgenschweren Fehleinschätzung gelangt, denn anders als bei Las Navas de Tolosa im Jahr zuvor standen ihnen keine leicht gerüsteten und planlos geführten Wüstenkrieger gegenüber, sondern schwergepanzerte und von Montfort in strengster Disziplin geführte französische Ritter, die zudem über eine jahrelange Kampferfahrung verfügten. Peter selbst erkannte darin zuallererst eine Herausforderung an sein ritterliches Ehrgefühl, dass er in vorderster Reihe mitkämpfend unter Beweis zu stellen gedachte. Dazu hatte er die Führung der zweiten Schlachtreihe der Alliierten übernommen, während er die dritte in Reserve zurückgehaltene Reihe dem offenbar furchtsamen Raimund VI. bereitwillig überließ. Außerdem hatte Peter eine anonyme Rüstung angelegt und damit auf jeden Schutz und Rücksichtnahme seines königlichen Standes verzichtet, während die seine mit königlichen Insignien versehene Rüstung einem anderen Ritter anvertraut wurde. In der Annahme ritterlich geführter Zweikämpfe wurde der Vorteil der zahlenmäßigen Übermacht bereitwillig aufgegeben, wodurch sich die diszipliniert und in geschlossener Formation auftretenden Franzosen trotz ihrer Unterlegenheit unerwartet gut behaupten konnten. Nachdem der in königlicher Rüstung kämpfende Ritter von Florent de Ville getötet und dessen wahre Identität offenbart wurde, hatte sich Peter zu erkennen gegeben und den Zweikampf mit Alain de Roucy aufgenommen, von dem er schließlich durch einen Lanzenstoß tödlich verwundet wurde.
Der Tod Peters hatte die Niederlage seines Heers besiegelt, nachdem seine katalanischen Ritter, die Helden von Las Navas de Tolosa, wie auch die von Montfort angegriffene Reserve die Flucht aufgenommen hatten. Mit ihm hat auch die Vorstellung auf sein katalanisch-okzitanisch-provenzalisches „Pyrenäenreich“ ein Ende gefunden, das noch am 27. Januar 1213 in Toulouse für kurze Zeit Realität angenommen hatte. Sein nackt aufgefundener Leichnam wurde von Montfort geborgen, der ihn mit allen ritterlichen Ehren bedachte „wie ein neuer David“ zu dem „neuen Saul“, und ihn anschließend den Rittern des Hospitals des heiligen Johannes von Jerusalem übergab. Sein Tod habe die gesamte Christenheit in Trauer versetzt, so eine Chronik aus Marseille, und in einem Brief an den Bischof von Urgell brachte Königin Konstanze von Sizilien ihre Trauer um den Tod ihres Bruders zum Ausdruck, der ein wahrer „Ritter der Kirche“ (miles Ecclesie) und „Kämpfer für den Glauben“ (pro fide bellator) gewesen sei. Der englische Chronist Matthäus Paris erklärte den Tod des Königs als Folge von dessen Arroganz und die Prälaten des Albigenserkreuzzugs führten in einem Brief an den Papst die Parteinahme Peters zugunsten der Häretiker als Erklärung an. In seiner Chronik hatte Peter IV. von Aragón seinem Vorfahren schlicht „eigene Dummheit“ (per sa follia) unterstellt. Diverse spanische Chronisten vertreten hingegen die Auffassung, dass Peter in Erfüllung seiner Pflichten als Lehnsherr gegenüber seinen schutzbedürftigen Vasallen und um der Ehre seiner Schwestern wegen, die mit den Tolosanergrafen verheiratet waren, den Kampf gegen die Kreuzritter hat aufnehmen müssen. Für Simon de Montfort war dagegen die Liebschaft zu einer tolosanischen Mätresse dem König von Aragón zum Verhängnis geworden, um deren Gunst wegen er gegen den Willen Gottes den Kampf gegen die Franzosen aufgenommen habe. Der Papst hatte seine Kreuzritter nicht zu ihrem Sieg beglückwünscht, genauso wenig wie Worte des Bedauerns über den Tod des treusten Sohns der römischen Kirche, ihres Vasallen und Vorkämpfers gegen die Häresie und Ungläubigen und dem Beschützer des jungen Friedrich von Hohenstaufen überliefert sind. Innozenz III. hatte einen seiner wichtigsten politischen Verbündeten durch die Hand eben jener Ritter verloren, die er selbst nach Okzitanien befohlen hatte, womit er sich letztlich selbst nicht minder per sa follia einen schweren Verlust zugefügt hatte.
Peter II. wurde von den Hospitaliterrittern in ihrem Haus in Toulouse bestattet. Obwohl er sich gegen den päpstlichen Kreuzzug gestellt hatte, hatten es die Kirchenoberen nie gewagt, die Exkommunikation über ihn zu verhängen. Im Februar 1217 hatte Papst Honorius III. die Transferierung des Leichnams in das Kloster Santa María von Sigena angeordnet, wo er neben dem Sarg der Sancha von Kastilien aufgebahrt wurde. Nur etwa eineinhalb Jahre später fiel Simon de Montfort am 25. Juni 1218 vor den Mauern von Toulouse gegen den mit defensiver Vorsicht kämpfenden Raimund VI.

## Familiäres

### Vorfahren
| Raimund Berengar III. von Barcelona (1082–1131) | Raimund Berengar III. von Barcelona (1082–1131) | Raimund Berengar III. von Barcelona (1082–1131) | Raimund Berengar III. von Barcelona (1082–1131) | Raimund Berengar III. von Barcelona (1082–1131) | Raimund Berengar III. von Barcelona (1082–1131) |                                                |                                                | Dulcia von Gévaudan                            | Dulcia von Gévaudan                            | Dulcia von Gévaudan | Dulcia von Gévaudan | Dulcia von Gévaudan               | Dulcia von Gévaudan               |                                   |                                   | Ramiro II. von Aragón (1075–1157) | Ramiro II. von Aragón (1075–1157) | Ramiro II. von Aragón (1075–1157) | Ramiro II. von Aragón (1075–1157) | Ramiro II. von Aragón (1075–1157) | Ramiro II. von Aragón (1075–1157) |                                   |                                   | Agnes von Aquitanien              | Agnes von Aquitanien              | Agnes von Aquitanien | Agnes von Aquitanien | Agnes von Aquitanien             | Agnes von Aquitanien |  |  | Raimund von Burgund (?–1107) | Raimund von Burgund (?–1107) | Raimund von Burgund (?–1107) | Raimund von Burgund (?–1107) | Raimund von Burgund (?–1107)          | Raimund von Burgund (?–1107)          |                                       |                                       | Urraca von León-Kastilien (1080–1126) | Urraca von León-Kastilien (1080–1126) | Urraca von León-Kastilien (1080–1126) | Urraca von León-Kastilien (1080–1126) | Urraca von León-Kastilien (1080–1126) | Urraca von León-Kastilien (1080–1126) |                                  |                                  | Władysław II. von Polen (1105–1159) | Władysław II. von Polen (1105–1159) | Władysław II. von Polen (1105–1159) | Władysław II. von Polen (1105–1159) | Władysław II. von Polen (1105–1159) | Władysław II. von Polen (1105–1159) |                     |                     | Agnes von Österreich | Agnes von Österreich | Agnes von Österreich | Agnes von Österreich | Agnes von Österreich | Agnes von Österreich |
| Raimund Berengar III. von Barcelona (1082–1131) | Raimund Berengar III. von Barcelona (1082–1131) | Raimund Berengar III. von Barcelona (1082–1131) | Raimund Berengar III. von Barcelona (1082–1131) | Raimund Berengar III. von Barcelona (1082–1131) | Raimund Berengar III. von Barcelona (1082–1131) |                                                |                                                | Dulcia von Gévaudan                            | Dulcia von Gévaudan                            | Dulcia von Gévaudan | Dulcia von Gévaudan | Dulcia von Gévaudan               | Dulcia von Gévaudan               |                                   |                                   | Ramiro II. von Aragón (1075–1157) | Ramiro II. von Aragón (1075–1157) | Ramiro II. von Aragón (1075–1157) | Ramiro II. von Aragón (1075–1157) | Ramiro II. von Aragón (1075–1157) | Ramiro II. von Aragón (1075–1157) |                                   |                                   | Agnes von Aquitanien              | Agnes von Aquitanien              | Agnes von Aquitanien | Agnes von Aquitanien | Agnes von Aquitanien             | Agnes von Aquitanien |  |  | Raimund von Burgund (?–1107) | Raimund von Burgund (?–1107) | Raimund von Burgund (?–1107) | Raimund von Burgund (?–1107) | Raimund von Burgund (?–1107)          | Raimund von Burgund (?–1107)          |                                       |                                       | Urraca von León-Kastilien (1080–1126) | Urraca von León-Kastilien (1080–1126) | Urraca von León-Kastilien (1080–1126) | Urraca von León-Kastilien (1080–1126) | Urraca von León-Kastilien (1080–1126) | Urraca von León-Kastilien (1080–1126) |                                  |                                  | Władysław II. von Polen (1105–1159) | Władysław II. von Polen (1105–1159) | Władysław II. von Polen (1105–1159) | Władysław II. von Polen (1105–1159) | Władysław II. von Polen (1105–1159) | Władysław II. von Polen (1105–1159) |                     |                     | Agnes von Österreich | Agnes von Österreich | Agnes von Österreich | Agnes von Österreich | Agnes von Österreich | Agnes von Österreich |
|                                                 |                                                 |                                                 |                                                 |                                                 |                                                 |                                                |                                                |                                                |                                                |                     |                     |                                   |                                   |                                   |                                   |                                   |                                   |                                   |                                   |                                   |                                   |                                   |                                   |                                   |                                   |                      |                      |                                  |                      |  |  |                              |                              |                              |                              |                                       |                                       |                                       |                                       |                                       |                                       |                                       |                                       |                                       |                                       |                                  |                                  |                                     |                                     |                                     |                                     |                                     |                                     |                     |                     |                      |                      |                      |                      |                      |                      |
|                                                 |                                                 |                                                 |                                                 | Raimund Berengar IV. von Barcelona (1113–1162)  | Raimund Berengar IV. von Barcelona (1113–1162)  | Raimund Berengar IV. von Barcelona (1113–1162) | Raimund Berengar IV. von Barcelona (1113–1162) | Raimund Berengar IV. von Barcelona (1113–1162) | Raimund Berengar IV. von Barcelona (1113–1162) |                     |                     |                                   |                                   |                                   |                                   |                                   |                                   |                                   |                                   | Petronella von Aragón (1136–1173) | Petronella von Aragón (1136–1173) | Petronella von Aragón (1136–1173) | Petronella von Aragón (1136–1173) | Petronella von Aragón (1136–1173) | Petronella von Aragón (1136–1173) |                      |                      |                                  |                      |  |  |                              |                              |                              |                              | Alfons VII. von Kastilien (1105–1157) | Alfons VII. von Kastilien (1105–1157) | Alfons VII. von Kastilien (1105–1157) | Alfons VII. von Kastilien (1105–1157) | Alfons VII. von Kastilien (1105–1157) | Alfons VII. von Kastilien (1105–1157) |                                       |                                       |                                       |                                       |                                  |                                  |                                     |                                     |                                     |                                     | Richeza (1135–1185)                 | Richeza (1135–1185)                 | Richeza (1135–1185) | Richeza (1135–1185) | Richeza (1135–1185)  | Richeza (1135–1185)  |                      |                      |                      |                      |
|                                                 |                                                 |                                                 |                                                 | Raimund Berengar IV. von Barcelona (1113–1162)  | Raimund Berengar IV. von Barcelona (1113–1162)  | Raimund Berengar IV. von Barcelona (1113–1162) | Raimund Berengar IV. von Barcelona (1113–1162) | Raimund Berengar IV. von Barcelona (1113–1162) | Raimund Berengar IV. von Barcelona (1113–1162) |                     |                     |                                   |                                   |                                   |                                   |                                   |                                   |                                   |                                   | Petronella von Aragón (1136–1173) | Petronella von Aragón (1136–1173) | Petronella von Aragón (1136–1173) | Petronella von Aragón (1136–1173) | Petronella von Aragón (1136–1173) | Petronella von Aragón (1136–1173) |                      |                      |                                  |                      |  |  |                              |                              |                              |                              | Alfons VII. von Kastilien (1105–1157) | Alfons VII. von Kastilien (1105–1157) | Alfons VII. von Kastilien (1105–1157) | Alfons VII. von Kastilien (1105–1157) | Alfons VII. von Kastilien (1105–1157) | Alfons VII. von Kastilien (1105–1157) |                                       |                                       |                                       |                                       |                                  |                                  |                                     |                                     |                                     |                                     | Richeza (1135–1185)                 | Richeza (1135–1185)                 | Richeza (1135–1185) | Richeza (1135–1185) | Richeza (1135–1185)  | Richeza (1135–1185)  |                      |                      |                      |                      |
|                                                 |                                                 |                                                 |                                                 |                                                 |                                                 |                                                |                                                |                                                |                                                |                     |                     |                                   |                                   |                                   |                                   |                                   |                                   |                                   |                                   |                                   |                                   |                                   |                                   |                                   |                                   |                      |                      |                                  |                      |  |  |                              |                              |                              |                              |                                       |                                       |                                       |                                       |                                       |                                       |                                       |                                       |                                       |                                       |                                  |                                  |                                     |                                     |                                     |                                     |                                     |                                     |                     |                     |                      |                      |                      |                      |                      |                      |
|                                                 |                                                 |                                                 |                                                 |                                                 |                                                 |                                                |                                                |                                                |                                                |                     |                     | Alfons II. von Aragón (1157–1196) | Alfons II. von Aragón (1157–1196) | Alfons II. von Aragón (1157–1196) | Alfons II. von Aragón (1157–1196) | Alfons II. von Aragón (1157–1196) | Alfons II. von Aragón (1157–1196) |                                   |                                   |                                   |                                   |                                   |                                   |                                   |                                   |                      |                      |                                  |                      |  |  |                              |                              |                              |                              |                                       |                                       |                                       |                                       |                                       |                                       |                                       |                                       | Sancha von Kastilien (1155–1208)      | Sancha von Kastilien (1155–1208)      | Sancha von Kastilien (1155–1208) | Sancha von Kastilien (1155–1208) | Sancha von Kastilien (1155–1208)    | Sancha von Kastilien (1155–1208)    |                                     |                                     |                                     |                                     |                     |                     |                      |                      |                      |                      |                      |                      |
|                                                 |                                                 |                                                 |                                                 |                                                 |                                                 |                                                |                                                |                                                |                                                |                     |                     | Alfons II. von Aragón (1157–1196) | Alfons II. von Aragón (1157–1196) | Alfons II. von Aragón (1157–1196) | Alfons II. von Aragón (1157–1196) | Alfons II. von Aragón (1157–1196) | Alfons II. von Aragón (1157–1196) |                                   |                                   |                                   |                                   |                                   |                                   |                                   |                                   |                      |                      |                                  |                      |  |  |                              |                              |                              |                              |                                       |                                       |                                       |                                       |                                       |                                       |                                       |                                       | Sancha von Kastilien (1155–1208)      | Sancha von Kastilien (1155–1208)      | Sancha von Kastilien (1155–1208) | Sancha von Kastilien (1155–1208) | Sancha von Kastilien (1155–1208)    | Sancha von Kastilien (1155–1208)    |                                     |                                     |                                     |                                     |                     |                     |                      |                      |                      |                      |                      |                      |
|                                                 |                                                 |                                                 |                                                 |                                                 |                                                 |                                                |                                                |                                                |                                                |                     |                     |                                   |                                   |                                   |                                   |                                   |                                   |                                   |                                   |                                   |                                   |                                   |                                   |                                   |                                   |                      |                      |                                  |                      |  |  |                              |                              |                              |                              |                                       |                                       |                                       |                                       |                                       |                                       |                                       |                                       |                                       |                                       |                                  |                                  |                                     |                                     |                                     |                                     |                                     |                                     |                     |                     |                      |                      |                      |                      |                      |                      |
|                                                 |                                                 |                                                 |                                                 |                                                 |                                                 |                                                |                                                |                                                |                                                |                     |                     |                                   |                                   |                                   |                                   |                                   |                                   |                                   |                                   |                                   |                                   |                                   |                                   |                                   |                                   |                      |                      | Peter II. von Aragón (1177–1213) |                      |  |  |                              |                              |                              |                              |                                       |                                       |                                       |                                       |                                       |                                       |                                       |                                       |                                       |                                       |                                  |                                  |                                     |                                     |                                     |                                     |                                     |                                     |                     |                     |                      |                      |                      |                      |                      |                      |

### Ehe und Nachkommen
Seit dem 15. Juni 1204 war Peter II. als deren dritter Ehemann mit Maria von Montpellier († 1213) (Haus Montpellier) verheiratet gewesen. Ihre gemeinsamen Kinder waren:
- Sancha (* Herbst 1205, † Frühjahr 1206), gleich nach ihrer Geburt mit Raimund VII. von Toulouse verlobt, war sie schon kurz darauf gestorben.[53]
- Jakob I. der Eroberer (* 2. Februar 1208, † 27. Juli 1276).

Zudem war er der Vater von mindestens zwei außerehelich geborenen Kindern:
- Pere del Rei († 12. September 1254), Priester in Lleida, bestattet in der Kathedrale von Lleida.[54]
- Constança († um 1250), Herrin von Aitona, ⚭ 7. November 1212 mit Guillem Ramon III. de Montcada, Seneschall von Katalonien.[55]